# Матвієвка (Сорочинський міський округ)
Матві́євка (рос. Матвеевка) — село у складі Сорочинського міського округу Оренбурзької області, Росія.

## Населення
Населення — 396 осіб (2010; 457 у 2002).
Національний склад (станом на 2002 рік):
- росіяни — 95 %